# Berkeley Hundred
Berkeley Hundred era una colonia della Virginia, fondata nel 1619, che comprendeva circa 32 km² sulla riva nord del fiume James. Si trovava vicino a Herring Creek in un'area oggi conosciuta come Charles City County, Virginia. Fu il luogo di uno dei primi giorni del ringraziamento documentati quando i coloni sbarcarono in quello che sarebbe poi diventato il territorio degli Stati Uniti. Nel 1622, a seguito del Massacro indiano del 1622, la colonia fu per un periodo abbandonata. A metà del XVIII secolo, divenne nota come Berkeley Plantation, la residenza storica della famiglia Harrison della Virginia. Nel 1862, durante i combattimenti della Guerra Civile, l'area fu teatro della creazione e della prima esecuzione della melodia per tromba oggi conosciuta come "Taps".

## Storia

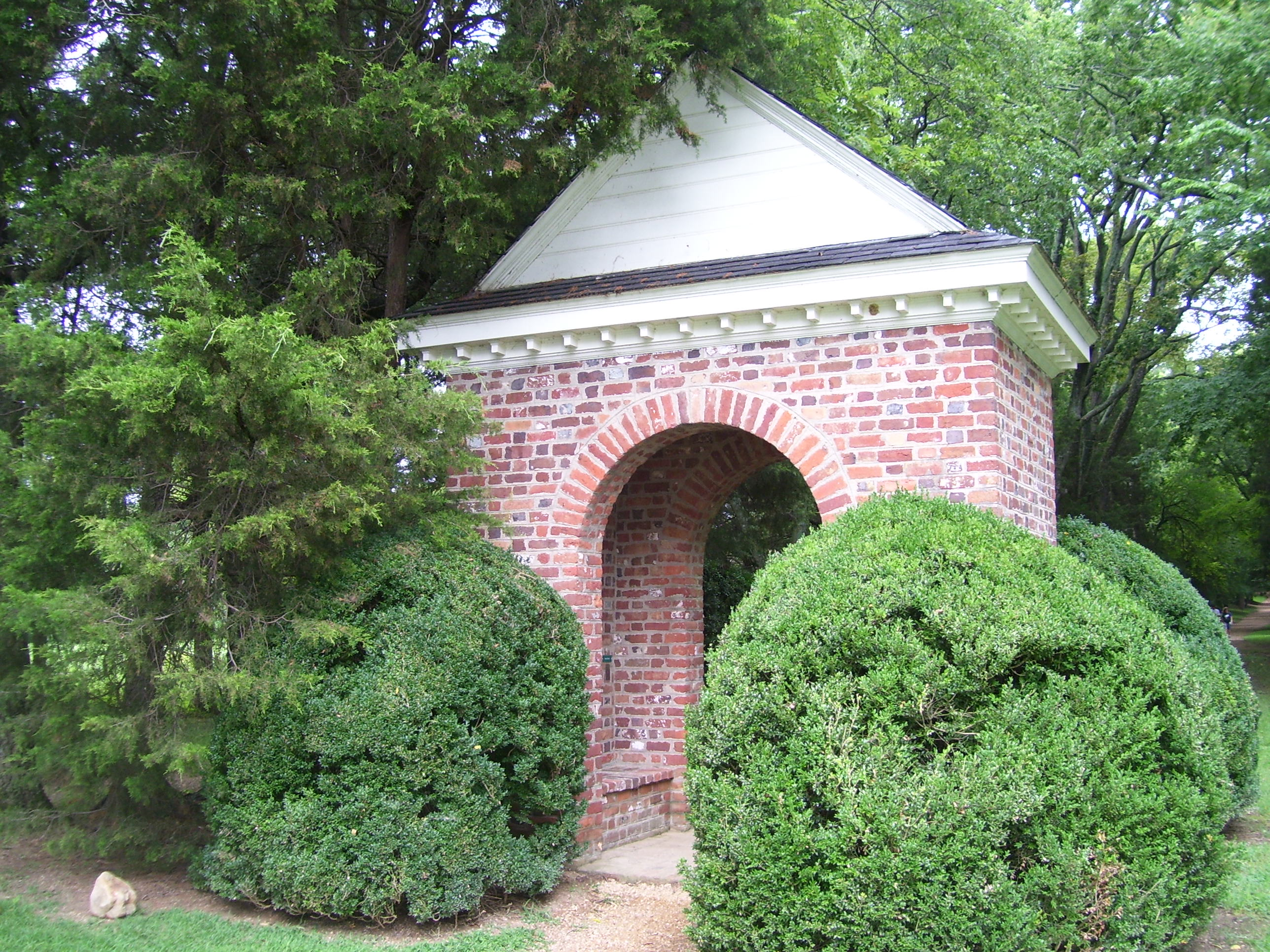
Santuario del primo Giorno del Ringraziamento degli Stati Uniti celebrato nel 1619 a Berkeley Hundred nella Contea di Charles City, Virginia.

Berkeley Hundred fu una concessione di terreno della Virginia Company di Londra, assegnata nel 1618 a Sir William Throckmorton, Sir George Yeardley, George Thorpe, Richard Berkeley e John Smyth (1567-1641) di Nibley. Smyth ricoprì anche il ruolo di storico del gruppo di Berkeley, raccogliendo oltre 60 documenti relativi alla colonizzazione della Virginia tra il 1613 e il 1634, documenti giunti fino ai giorni nostri.
Nel 1619, la nave Margaret di Bristol, Inghilterra, salpò per la Virginia al comando del capitano John Woodliffe e portò trentotto coloni nella nuova città e borgata di Berkeley. I proprietari della London Company diedero istruzioni ai coloni che "il giorno dell'arrivo delle nostre navi... sarà annualmente e perpetuamente celebrato come giorno del Ringraziamento". La Margaret sbarcò i suoi passeggeri a Berkeley Hundred il 4 dicembre 1619. I coloni celebrarono davvero un giorno del "Ringraziamento", stabilendo la tradizione due anni e 17 giorni prima che i Pellegrini arrivassero a bordo della Mayflower a Plymouth, Massachusetts, per stabilire il loro Giorno del Ringraziamento nel 1621.
Il 22 marzo 1622, Opchanacanough, capo della Confederazione Powhatan, diede inizio alla Seconda Guerra Anglo-Powhatan con una serie coordinata di attacchi contro gli insediamenti inglesi lungo il fiume James, noti nella storia inglese come il massacro indiano del 1622. A Berkeley morirono nove coloni. L'attacco ebbe conseguenze più gravi altrove, uccidendo circa un terzo di tutti i coloni e radendo praticamente al suolo Wolstenholme Towne a Martin's Hundred e il nuovo e progressista insediamento e college di Sir Thomas Dale a Henricus. Jamestown fu risparmiata grazie a un tempestivo avvertimento e divenne rifugio per molti sopravvissuti che abbandonarono gli insediamenti periferici. Un mito sulla data del 22 marzo sostiene che avvenne di Venerdì Santo. Questo è errato.
Per diversi anni successivi, la piantagione di Berkeley Hundred rimase abbandonata, finché William Tucker e altri ne entrarono in possesso nel 1636 e divenne proprietà di John Bland, un mercante di Londra. A quell'epoca, la zona era diventata parte della Contea di Charles City nel 1634, successivamente ribattezzata Contea di Charles City.
Giles Bland (figlio di John Bland e nipote di Theodorick Bland di Westover) la ereditò, ma fu impiccato dal Governatore Sir William Berkeley nel 1676, dopo aver partecipato alla Ribellione di Bacon. Confiscata dal Governatore Berkeley, la terra fu acquistata nel 1691 da Benjamin Harrison (1673-1710), procuratore generale della colonia, tesoriere e speaker della Camera dei Burgesses. Morì a trentasette anni nel 1710, lasciando la proprietà al suo unico figlio, anch'egli chiamato Benjamin.
Berkeley Hundred era la piantagione a valle di Shirley Plantation.